# Richard Sinclair
Richard Stephen Sinclair (Canterbury,  1948. június 6. –) angol progresszív rock basszusgitáros, gitáros és énekes, több, a canterburyi szcénához tartozó együttesnek is tagja volt.
Gitározott (és néha énekelt is) a műfaj gyökereit jelentő Wilde Flowers együttesben, mielőtt alapító tagja lett volna a Caravannek, amelyben elkötelezte magát a basszusgitárnak és felváltva énekelt Pye Hastingsszel. Szerzeményei az együttes klasszikusnak számító harmadik, In The Land Of Grey And Pink című albumán jelentek meg, amelyhez ő írta és énekelte a címadó,  "Golf Girl" című dalt, valamint az epikus "Winter Wine"-t. Sinclair 1972-ben elhagyta a Caravánt, hogy megalapítsa a Hatfield and the North együttest a volt Delivery-tagokkal Phil Millerrel és Pip Pyle-lal, egyedi énekmódot és egyre lenyűgözőbb basszus-játékot kölcsönözve két megjelent albumuknak, valamint olyan ismert számokat komponálva, mint a  "Share It", a "Let's Eat (Real Soon)" (mindkettő Pip Pyle szövegeivel), valamint a "Halfway Between Heaven And Earth". Miután a Hatfield 1975-ben feloszlott, Sinclair visszaköltözött Canterburybe és egy faáruval és konyhai felszereléssel foglalkozó vállalkozásba fogott, miközben zenélgetett is, gyakran a humoros  Sinclair & The South név alatt. 1977-ben adta fel a visszavonultságot, mikor a Camel felkérte, hogy helyettesítse eltávozott basszusgitárosukat. Az együttműködés két stúdió albumra és az A Live Record című élő felvétel felére korlátozódott. 1979-beli távozása egyben a zenei "első ligától" való búcsúját is jelentette.
A nyolcvanas években szórványosan hallatott magáról. 1981-ben felvett egy közös albumot Phil Millerrel és Alan Gowennel, Before A Word Is Said címen, összeállt a Caravánnal az 1982-es, Back to Front című újraegyesülési albumuk felvételéhez, énekelt egy számot a  National Health D.S. Al Coda című hattyúdalához  (ugyancsak 1982-ben), valamint csatlakozott Phil Miller In Cahootsjához a londoni Bull & Gate jazz klub-beli fellépések és egy európai turné erejéig, 1984-ben. Sajnos távozott, mielőtt az együttes felvette volna első lemezét. Hangját és basszusgitárját ritkán hallhattuk az évtized végéig, kivéve egy nem túl emlékezetes hollandiai turnét, 1986-ban, valamint egy vendégjátékot Phil Miller 1989-es albumán, a Split Secondson. 1990-ben volt egy egyetlen alkalomra korlátozódó újraéledése a Hatfield and the Northnak és egy hosszabb élettartamú újraegyesülés a Caravan eredeti felállásával 1990–91 során.
Sinclair ekkor megalakította saját zenekarát Caravan Of Dreams néven, a Camel volt dobosa Andy Ward és a Hatfield volt roadie-ja Rick Biddulph közreműködésével (ez utóbbi csak koncerteken lépett fel basszusgitárral). Néha társult hozzájuk Sinclair unokatestvére Dave Sinclair is, valamint a szaxofonon és fuvolán játszó Jimmy Hastings. A projekt egyező című albuma 1992-ben jelent meg. Sinclair ezt követően, 1994-ben adta ki az R.S.V.P. című lemezt, melyet egy változó összetételű, Pip Pyle-t, Tony Coe-t és a Happy The Man korábbi billentyűs játékosát Kit Watkinst tartalmazó társaság segítségével rögzített. Rendszeres fellépéseik 1996-ban szűntek meg, mikor Sinclair néhány évre Hollandiába költözött. 2002-ben tűnt újra fel, alkalmi koncertekkel és archivált élő anyagok kiadásával, de az igazi robbanást a Hatfield and the North 2005-ös újra egyesülése jelentette, amelynek szomorú végét  Pip Pyle 2006-os, váratlan halála hozta el. Röviddel ezután Sinclair elhagyta megszokott canterburyi otthonát és ideiglenesen Olaszországba költözött.
Sinclair mindig feszegette a zene határait, soha nem akart helyben maradni. Valószínűleg ez volt az elsődleges oka annak, hogy nem tudott sokáig megmaradni egyetlen együttesben sem.

## Rövid életrajz
- 1964–1965 Wilde Flowers (Kevin Ayers, Robert Wyatt, Hugh Hopper társaságában)
- 1968–1972 Caravan
- 1972–1975 Hatfield and the North
- 1976 Sinclair and the South
- 1977–1979 Camel
- 1982–1984 In Cahoots
- 1988 Skaboosh
- 1991–1993 Caravan of Dreams
- 1994–1996 R.S.V.P. (Pip Pyle-lal, Didier Malherbe-bel és Patrice Meyerrel)
- 1995–  ?  Richard Sinclair Band Tony Coe-val és David Rees Williamsszel
- 2005–2006 A Hatfield and the North újra alakult.

## Külső hivatkozások
- www.richardsinclair.net Archiválva 2008. szeptember 22-i dátummal a Wayback Machine-ben
- Richard Sinclair az AllMusicon
- Életrajz a calyx.club.fr-en

## Fordítás
- Ez a szócikk részben vagy egészben a Richard Sinclair című angol Wikipédia-szócikk ezen változatának fordításán alapul.  Az eredeti cikk szerkesztőit annak laptörténete sorolja fel. Ez a jelzés csupán a megfogalmazás eredetét és a szerzői jogokat jelzi, nem szolgál a cikkben szereplő információk forrásmegjelöléseként.